# چامیتا (نیومکزیکو)
چامیتا (به انگلیسی: Chamita) یک منطقهٔ مسکونی در ایالات متحده آمریکا است که در نیومکزیکو واقع شده‌است. چامیتا ۸۷۰ نفر جمعیت دارد و ۱٬۷۴۵٫۰ متر بالاتر از سطح دریا واقع شده‌است.